# Martin Stocklasa
Martin Stocklasa (Grabs, 29 mei 1979) is een Liechtensteins voormalig voetballer en huidig voetbaltrainer. Sinds december 2020 is hij de manager van het Liechtensteins voetbalelftal.

## Clubcarrière
Stocklasa begon zijn actieve carrière bij FC Vaduz in Liechtenstein, spelend in de Zwitserse competitie. Hij speelde twee seizoenen in het eerste elftal. In de zomer van 1999 vertrok hij naar FC Zürich. Hij kwam er weinig aan spelen toe waardoor hij in het tweede seizoen (2000/01) verhuurd werd aan SC Kriens. Na weer één seizoen bij FC Zürich, vertrok Stocklasa in 2002 en keerde hij terug bij FC Vaduz. Daar veroverde hij wel een vaste plaats in het centrum van de verdediging en werd aanvoerder. Hij speelde er vier jaar. In 2006 vertrok Stocklasa nogmaals en transfereerde naar hij Dynamo Dresden.
Vanaf 2008 kwam hij uit voor SV Ried, waar hij tot de zomer van 2011 speelde. Zijn contract werd niet verlengd, waarna hij naar FC Sankt Gallen ging waar hij zijn carrière in 2014 beëindigde.

## Interlandcarrière
Stocklasa werd geboren in Grabs – net buiten Liechtenstein – maar hij kwam evenals zijn één jaar jongere broer Michael Stocklasa uit voor het Liechtensteins voetbalelftal. Van 1996 tot 2014 was hij international van de dwergstaat. Hij maakte zijn debuut in de met 5-0 verloren wedstrijd tegen Ierland op 31 augustus 1996. Hij was toen zeventien jaar en 94 dagen oud. Hij maakte een hattrick in de oefenwedstrijd tegen Luxemburg (3-3) op 17 april 2002 in Hesperange. Uiteindelijk kwam hij tot 113 interlands waarin hij vijf keer scoorde.